# One Touch of Sin
One Touch of Sin er en amerikansk stumfilm fra 1917 af Richard Stanton.

## Medvirkende
- Gladys Brockwell som Mary Livingston
- Jack Standing som Richard Mallaby
- Willard Louis som Watt Tabor
- Sedley Brown som Old Livingston
- Carrie Clark Ward